# Johann Wilhelm Romberg
Johann Wilhelm Romberg (* 13. Mai 1673 in Heidelberg; † nach 1703) war ein deutscher Militärarzt und Mitglied der Gelehrtenakademie „Leopoldina“.

## Leben
Johann Wilhelm Romberg war ordentlicher Arzt der Besatzung in Mannheim.
Am 10. November 1701 wurde Johann Wilhelm Romberg unter der Matrikel-Nr. 250 mit dem akademischen Beinamen Patroclus als Mitglied in die Leopoldina aufgenommen. Er gehörte der Sektion Medizin an.

## Werke
- Brief von Johann Wilhelm Romberg an Johann Daniel Doläus, Mannheim 23. September 1700, mit Adresse und rotem Siegel.[1]
- Brief von Johann Wilhelm Romberg an Johann Daniel Doläus, Mannheim 23. September 1703, mit Adresse, rotem Siegel sowie einem Postskriptum.[2]